# Cotton Mather

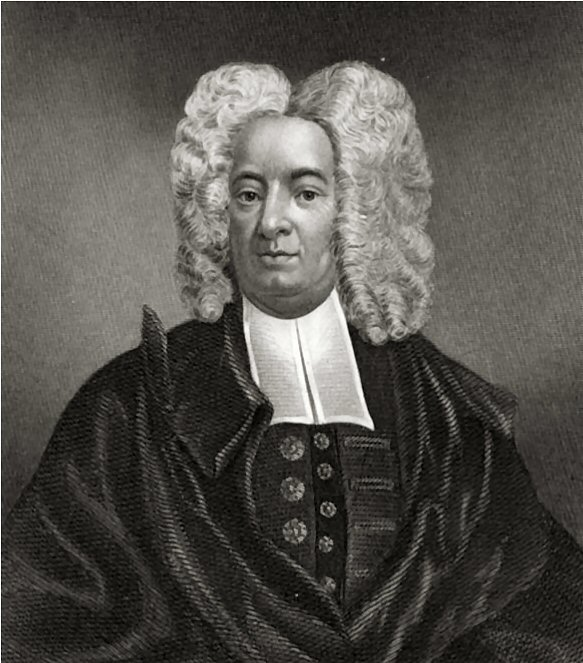
Cotton Mather omstreeks 1700

Cotton Mather (Boston, 12 februari 1663 - aldaar, 13 februari 1728), was een sociaal en politiek invloedrijke puriteinse predikant uit New England, en een productief schrijver en pamflettist. Hij is met name bekend om de rol die hij speelde in de heksenprocessen van Salem.
Cotton Mather was de kleinzoon van Richard Mather, en het oudste kind van Increase Mather en Maria, dochter van John Cotton. Hij studeerde bij de beroemde Ezekiel Cheever (1614-1708), en ging op zijn twaalfde jaar naar de Harvard-universiteit, waar hij op zijn achttiende jaar afstudeerde in 1678.
Mather werd al snel een van de meest invloedrijke mensen in de koloniën. Hij speelde ook een rol in de heksenvervolging van zijn tijd. Toen in 1692 magistraten een beroep deden op geestelijken uit Boston om advies te geven over gevallen van hekserij, ging hij daarop in. In 1689 had hij Memorable Providences Relating to Witchcraft and Possessions geschreven, en ook uit zijn dagboeken blijkt dat hij sterk geloofde in hekserij en bezetenheid door de duivel en er een intense vrees en haat voor voelde.
Mather schreef en publiceerde meer dan 400 werken. Zijn magnum opus was Magnalia Christi Americana (1702), een kerkelijke geschiedenis van Amerika vanaf de stichting van New England tot zijn eigen tijd.
Mather publiceerde onder andere een artikel over de positieve uitwerking van vaccinatie tegen de pokken in de plaatselijke krant, de Boston Gazette. Het gebruik van inenting tijdens de epidemie van 1721, en het verhitte debat dat rond deze praktijk ontstond, zou verder onderzoek naar vaccinatie stimuleren.
- Bibsys: 90101238
- Bibliothèque nationale de France: cb12172688f (data)
- CiNii: DA01479467
- Gemeinsame Normdatei: 119180383
- International Standard Name Identifier: 0000 0000 8096 2752
- Library of Congress Control Number: n79128955
- Nationale Bibliotheek van Tsjechië: nlk20000091192
- Nationale bibliotheek van Australië: 35334217
- Nationale Bibliotheek van Israël: 987007276391905171
- Nederlandse Thesaurus van Auteursnamen: 070737851
- LIBRIS: 235125
- SNAC: w6z0372f
- Système universitaire de documentation: 030275911
- Trove: 915547
- Virtual International Authority File: 17264481
- WorldCat: E39PBJhGVvcby6M8C9VQgpwgrq